# Kulmino
Kulmino ist ein 70 Meter hoher Wasserturm mit Aussichtsplattform und Informationszentrum zur Versorgung der Bevölkerung mit Wasser in Notre-Dame-de-Monts (Département Vendée). Kulmino wurde 1981 errichtet und ist einer der höchsten Wassertürme in Frankreich.